# Часослов Галеаццо Марії Сфорца
Часослов Галеаццо Марії Сфорца, часом також Чорний Часослов Карла Сміливого — часослов, виконаний у Фландрії близько 1466–1477 років, зберігається в Відні в Австрійській національній бібліотеці. Один з найкращих зразків чорних часословів, які були дуже популярні при бургундському дворі в другій половині XV століття.

## Опис
Походження та провенанс манускрипту до кінця не з'ясовано. Єдиним певним фактом, що свідчить про приналежність часослова, є відображення на маргіналіях герба міланського герцога Галеаццо Марії Сфорца. 
Часослов виконаний близько 1466–1477 років (ймовірно у Брюгге), в ньому 154 аркуші розміром 25х18 см. Книга містить: служби за годинами, ілюстрований календар, 14 великих мініатюр, фігурні та орнаментовані ініціали, пишно прикрашені бордюри з мальованими медальйонами.
Текст чорних або жалобних часословів виконувався срібними або золотими чорнилом на пергаментних аркушах, пофарбованих у чорний або пурпуровий кольори. Останнім часом сторінки Часослова знаходяться у крихкому стані через руйнування пергаменту барвниками, для кращого збереження всі його аркуші поміщені між склом.
На одному з розворотів мініатюра ліворуч показує чотирьох євангелістів, що знаходяться в довгій кімнаті, стіни якої представлені в неправильній перспективі, проте створює враження простору та глибини. Євангелісти показані в процесі творчості, їхнє письмове приладдя розкидане на столі на передньому плані.
Текст починається словами з Євангелія від Івана: «In principio erat verbum et verbum erat apud Deum et Deus erat verbum». — «На початку було Слово, і Слово було Богом, і Бог був Слово». На медальйонах в бордюрі — праворуч Іоанн на острові Патмос, внизу — малюнок за фламандським прислів'ям (друге зораження в галереї).

## Гіпотеза про приналежність Карлу Сміливому
Існує документ, що 1466 року один з фламандських часословів було передано бургундському герцогу Карлу Сміливому, який передав книгу для оформлення ілюмінацій майстрові Філіппу Мазеролю, який працював над часословом до 1468 року. Чимало істориків намагалися пов'язати цей документ саме з часословом Галеаццо Марії Сфорца, який зберігається у Відні. На думку Антуана Шривера, герб Сфорца було додано після додаткової роботи з оздоблення рукопису й іншою рукою. Мовляв Галеаццо Марія Сфорца одержав книгу від швейцарців, які в свою чергу захопили її як трофей після перемоги у битвах під Грансоном та під Муртеном.
Ця гіпотеза зазнала гострої критики багатьох істориків мистецтва. На думку Паскаля Шанделя, рукописові приписується надто гіпотетичний маршрут і численні власники, тоді як єдина ознака провенансу — герб Сфорца.. За Шанделем, справжній часослов Кала Сміливого — це втрачена книга, від якоїх збереглося лише два фрагменти, один з яких зараз зберігається в Луврі (MI 1091), а інший в Національній бібліотеці Франції (NAL149).

## Художник
Тільки найдосвідченіші художники могли подолати обмеження, що накладаються чорним кольором сторінок. До них належить анонімний фламандський майстер, відомий як «Майстер Антоній Бургундський», один з імовірних ілюстраторів цього молитовника.

## Галерея

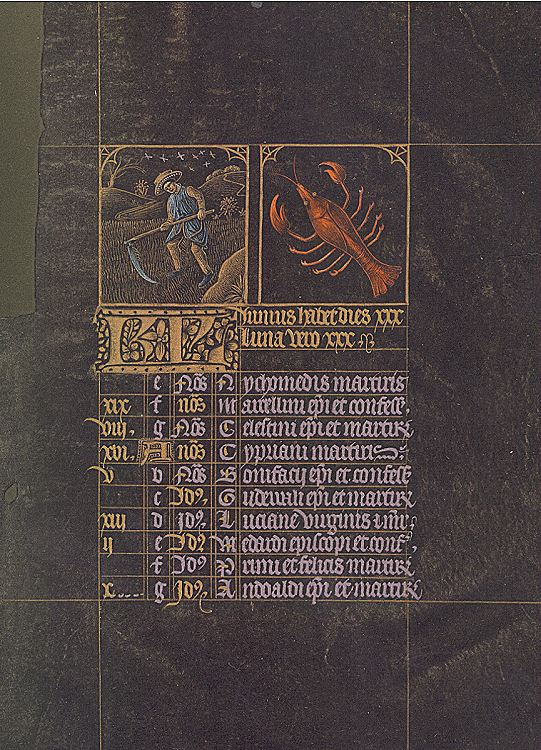
Сторінка з календаря - місяць червень.
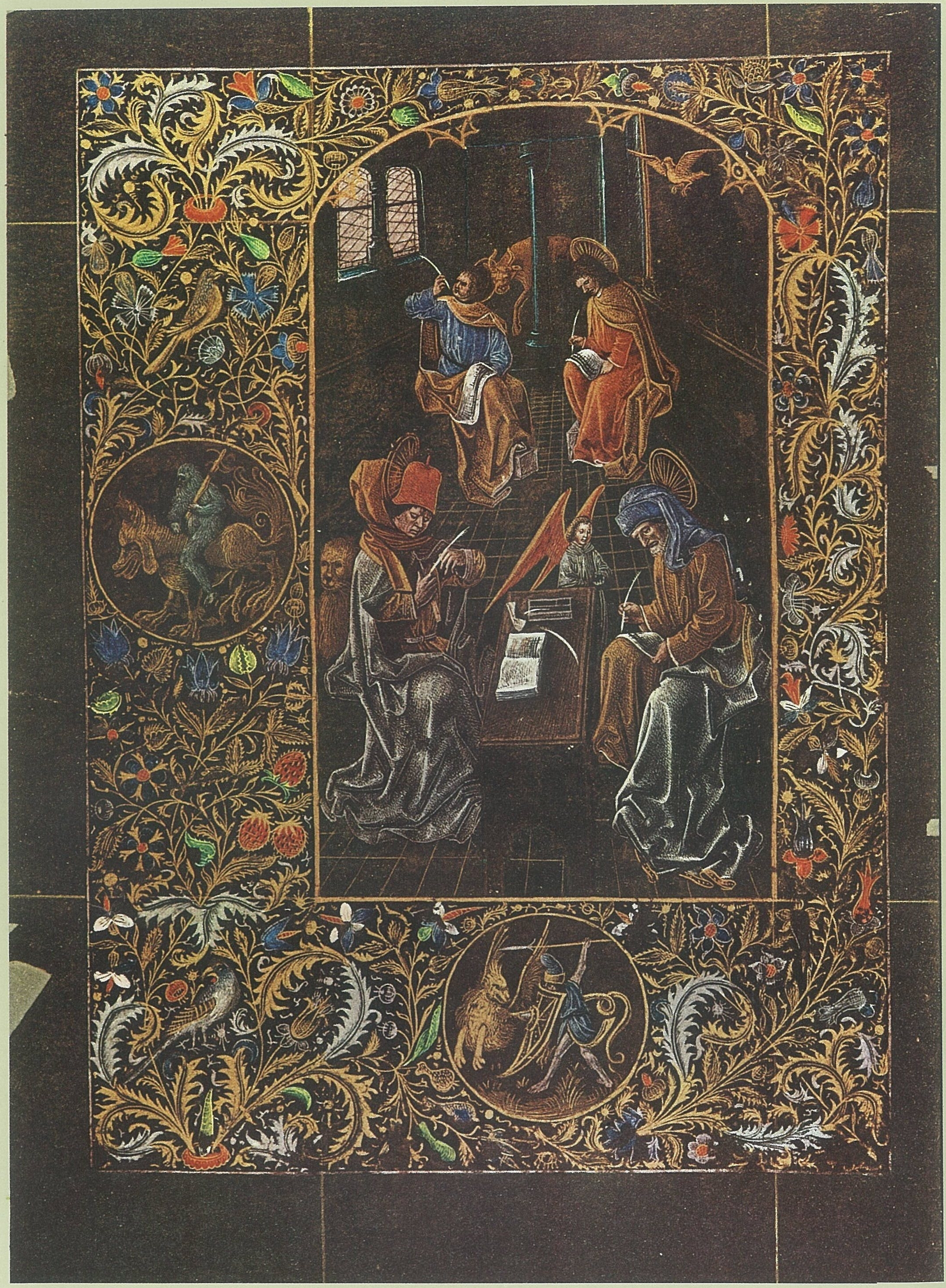
Мініатюра на всю сторінку - Чотири євангелісти.
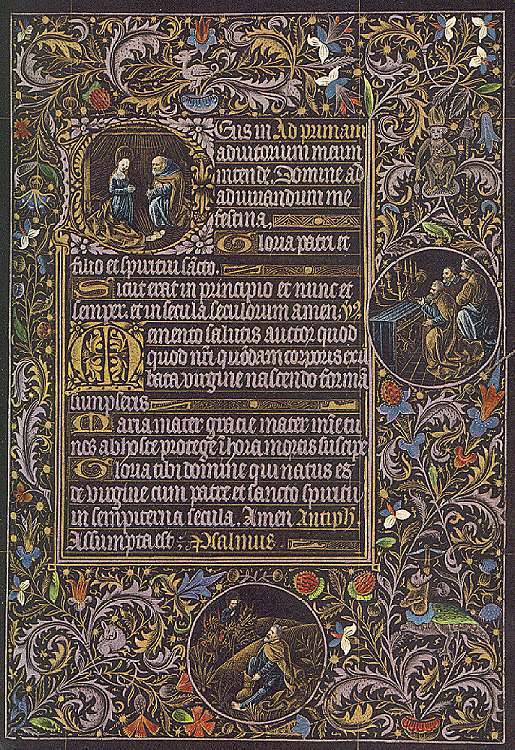
Сторінка з маргінальними медальйонами та ініціалом на тематику Різдва.